# Tessellatia
Tessellatia — вимерлий рід пробіногнатійних цинодонтів з пізнього тріасу формації Лос-Колорадос Ла-Ріоха, Аргентина. Рід містить один вид, T. bonapartei, відомий за частковим черепом.

## Відкриття й назва

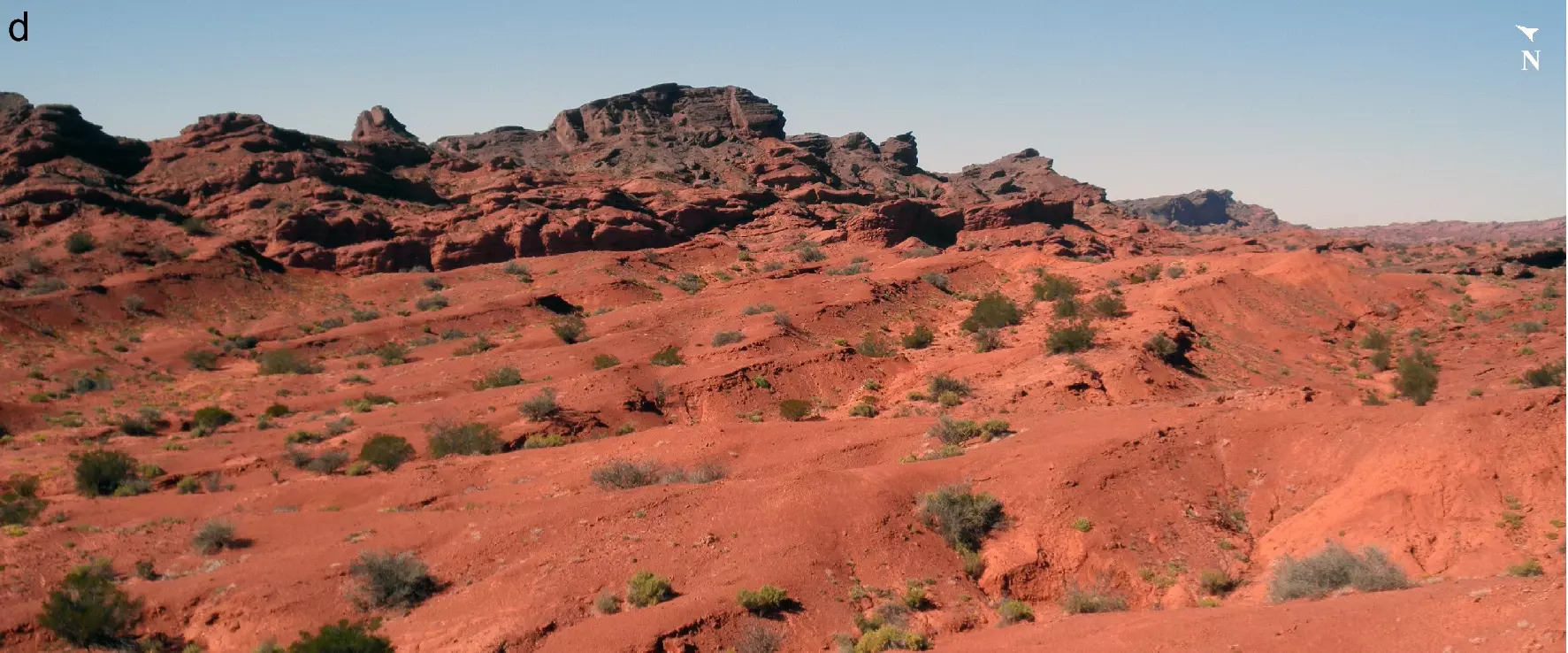
Формація Лос-Колорадос

Зразок голотипу Tessellatia, PULR-V121, був виявлений у верхніх шарах формації Лос-Колорадос у Національному парку Талампая в провінції Ла-Ріоха, Аргентина. Зразок складається з частини черепа, включаючи морду та орбітальну область, і нижню щелепу.
У 2022 році Гаетано та ін. описав Tessellatia як новий рід і вид пробіногнатійних цинодонтів. Родова назва «Tessellatia» походить від лат. tessella (окремі плитки, що утворюють мозаїку), стосовно до конгломерату базальних і похідних ознак, які можна побачити в таксоні. Видова назва bonapartei на честь аргентинського палеонтолога Хосе Ф. Бонапарта, який описав перші скам’янілості цинодонта з формації Лос-Колорадос.